# Magické číslo (fyzika)
Magické číslo (angl. magic number) je v jaderné fyzice počet nukleonů daného druhu (tj. protonů nebo neutronů), odpovídající ve slupkovém modelu jádra plně zaplněným slupkám.
Jedná se o čísla 2, 8, 20, 28, 50, 82 a 126. Některé nové výpočty i experimenty naznačují, že u počtu neutronů by magickými mohla být i čísla 14, 16, 32 a 34, u počtu protonů 14.
Atomová jádra s počtem protonů nebo neutronů rovným magickému číslu se vyznačují vyšší vazebnou energií na nukleon a (u radioaktivních nuklidů) relativně vyšší stabilitou. Zvlášť stabilní jsou pak takzvaná dvojitě magická jádra (počet protonů i počet neutronů jsou rovny magickým číslům), např. 4He, 16O, 40Ca, 48Ca, 56Ni, 208Pb.
Na magických číslech jsou založeny i předpovědi tzv. ostrovů stability, tedy oblastí dosud neobjevených nuklidů (rozumí se v grafu N-Z nebo A-Z), které by měly mít relativně vyšší střední dobu života (což se potvrdilo např. u 270Hs). Ne vždy se však předpovědi potvrdí – např. u dvakrát magického (v počtu protonů i neutronů) jádra kyslíku 28O výrazně zvýšená stabilita pozorována není.
Jádra s počtem nukleonů rozdílným od magických čísel se zpravidla vyznačují tvarem odlišným od kulovitého - jsou deformována do elipsoidálního tvaru. Výjimečně jsou výrazně deformovaná jádra i u nuklidů, jejichž neutronové číslo je 20 nebo 28. V těchto případech, kdy se magičnost neutronového čísla ztrácí, hovoří jaderní fyzici o tzv. ostrovech deformace, např. u deformovaných jader kolem 32Mg nebo 42Si.